# ナターシャ・ロスウェル
ナターシャ・ロスウェル（Natasha Rothwell, 1980年10月18日 - ）は、アメリカ合衆国の作家、女優、講師、コメディアン。

## キャリア
KIPP NYC で教えていた彼女は、SNLで働くことになった。彼女が初めて注目を集めたのは、2014-2015年シーズンの『サタデー・ナイト・ライブ』の脚本家としてであった。彼女は、HBOのテレビシリーズ『インセキュア』での仕事を通じてさらに有名になった。『インセキュア』では、シリーズにレギュラー出演しつつ、脚本家やスーパーバイジング・プロデューサーとしても活動している。現在、彼女はHBOで別の番組の企画開発、脚本執筆、製作総指揮を行っており、その番組では彼女が主演する予定である。
2019年4月15日、ロスウェルは他の作家たちと一緒に、ATAやパッケージングの慣行に反対するWGAの姿勢を示す行動の一環として、エージェントを解雇した。さらにその後、彼女の所属する Big Hattie Productions がABCシグネチャーと包括的な契約を結んだ。

## フィルモグラフィー

### 映画
| 年   | 邦題 原題                                                          | 役名           | 備考     |
| ---- | ------------------------------------------------------------------ | -------------- | -------- |
| 2015 | A Year and Change                                                  | アンジー       |          |
| 2018 | Love, サイモン 17歳の告白 Love, Simon                              | アルバート先生 |          |
| 2020 | コスメティック・ウォー わたしたちがBOOSよ! Like a Boss             | ジル           |          |
| 2020 | ソニック・ザ・ムービー Sonic the Hedgehog                          | レイチェル     |          |
| 2020 | ワンダーウーマン 1984 Wonder Woman 1984                            | キャロル       |          |
| 2022 | ソニック・ザ・ムービー/ソニック VS ナックルズ Sonic the Hedgehog 2 | レイチェル     |          |
| 2023 | ウィッシュ Wish                                                    | サキーナ       | 声の出演 |
| 2023 | ウォンカとチョコレート工場のはじまり Wonka                         | パイパー       |          |
| 2024 | ソニック×シャドウ TOKYO MISSION Sonic The Hedgehog 3               | レイチェル     |          |

### テレビ
| 年        | 邦題 原題                                                              | 役名                     | 備考                              |
| --------- | ---------------------------------------------------------------------- | ------------------------ | --------------------------------- |
| 2014      | 救命医ハンク セレブ診療ファイル Royal Pains                            | タマラ                   | 計1話出演                         |
| 2014-2015 | サタデー・ナイト・ライブ Saturday Night Live                           |                          | 放送作家 計21話                   |
| 2016      | Search Party                                                           | Real Woman               | 計1話出演                         |
| 2016      | Netflixプレゼンツ: ザ・キャラクターズ Netflix Presents: The Characters | 様々なキャラクター       | 作家も1話                         |
| 2016-2021 | インセキュア Insecure                                                  | ケリー                   | 脚本家 計18エピソード             |
| 2017      | ボージャック・ホースマン BoJack Horseman                               | クレメリアブラッドワース | 計1話出演                         |
| 2017      | 電脳ムシオヤジ Future-Worm!                                            | 様々な役                 | 計2話出演                         |
| 2018      | ブルックリン・ナイン-ナイン Brooklyn Nine-Nine                         | デリア・アルバラド       | 計1話出演                         |
| 2018-2020 | ダックテイルズ DuckTales                                               | ザン・オウルソン         | 計5話声の出演                     |
| 2019      | 悪魔バスター★スター・バタフライ Star vs. the Forces of Evil            | ブルンゼッタ             | 計2話声の出演                     |
| 2019      | ブラックレディスケッチショー A Black Lady Sketch Show                  | パールリーナティーツリー | 計1話出演                         |
| 2019      | トゥカ&バーティー Tuca & Bertie                                        | テリー・トゥーキャン     | 計2話出演                         |
| 2020      | 愛、ビクター Love, Victor                                              | オルブライトさん         | 計1話出演                         |
| 2020      | ベイビーシャークビッグショー! 아기상어: 올리와 윌리엄                  | マミー・シャーク         | 英語吹き替え、主要キャスト        |
| 2021      | ホワイト・ロータス/諸事情だらけのリゾート The White Lotus              | ベリンダ                 | ミニシリーズ                      |
| 2021      | アメリカン・ダッド American Dad!                                       | キャロル                 | 声の出演 エピソード：「Cry Baby」 |
| 2021      | ゴースト&モリー The Ghost and Molly McGee                              |                          | 声の出演                          |